# SN 2006rt
SN 2006rt – supernowa typu II odkryta 11 listopada 2006 roku w galaktyce A013119-1356. Jej maksymalna jasność wynosiła 19,64m.